# 襄陰県
襄陰県（じょういん-けん）は中華人民共和国河北省にかつて存在した県。現在の張家口市陽原県一帯に相当する。
南北朝時代、北魏により設置された永寧県を前身とする。金代に襄陰県と改称された。元代の至元年間に廃止されている。